# Manes (groupe)
Pour les articles homonymes, voir Manes.
Manes est un groupe norvégien de black metal, originaire de Trondheim.

## Histoire
Manes est formé  à la fin 1992 ou début 1993 par Sargatanas (chant) et Tor-Helge « Cern » Skei (guitares, programmation et synthétiseur) en tant que groupe de black metal. C'est dans cette formation qu'ils publient trois démos entre 1993 et 1995. Les deux premières démos sont rééditées en 1998 par Hammerheart Records. En 1999, le premier album Under ein blodraud maane sort, et comprend une révision et une reprise de nombreux morceaux qui se trouvaient déjà sur les démos. Après cette période, il y a d'abord un silence autour du groupe jusqu'à ce que Cern cherche de nouveaux musiciens pour une formation complète et que Sargatanas quitte le projet en 1999.
C'est ainsi qu'un contrat est conclu avec le label italien Code666, chez qui l'album Vilosophe sort en 2003. Cet album marque un changement complet de style : au lieu d'un metal rugueux produit avec le chant crié typique, le groupe se présentait avec un mélange innovant de metal, de rock, de trip hop et même avec des rythmes occasionnels de drum and bass. Le chant était désormais exclusivement clair et l'ambiance générale est passée de l'occulte-agressif à la résignation-mélancolie. Le label Code666 classe l'album dans la catégorie « neo avant metal » ; Manes ignore lui-même cette appellation qu'il considérait comme stupide et considère sa musique comme un « mélange sombre de rock, de metal avec des éléments électroniques ».
En 2006, un EP suit, [view], qui est plutôt une reprise d'anciens titres de l'époque de Vilosophe. Manes fait également ses adieux à son label Code666. Avec leur dernier album How the World Came to an End, le groupe s'éloigne de ses racines metal et intègre davantage de trip hop et d'electro dans ses compositions, ce qui est également dû à la participation de 16 musiciens au total.
Fin 2007, le groupe se sépare de Candlelight Records, avant de se dissoudre au premier trimestre 2008, supprimant par la même occasion le contenu du site web officiel du groupe, ainsi que sa présence sur Myspace. Selon Cern, on a souvent pensé à tort que le groupe était « intéressé à tout faire en tournée normale » (concerts live, albums, fans, célébrité), en oubliant ou en ignorant les autres avis ; ces événements ont « également conduit en interne à de plus en plus de divergences sur les objectifs, les plans et les espoirs ». Quelques dernières publications, ainsi qu'une page « posthume » de Manes, devraient cependant encore être réalisées. Cern de son côté lance son nouveau groupe, kkoagulaa.
Au milieu de l'année 2011, Manes diffuse une série de nouveaux morceaux, plutôt inachevés, sur Blogspot. À cette occasion, la séparation définitive du groupe est de nouveau déclarée et Cern crée avec Sargatanas le groupe Manii, qui sort un album de black metal en 2013. Manes revient cette même année, et signe un contrat avec le label Debemur Morti Productions en 2013, et se produit à deux reprises au festival Brutal Assault en 2014. Une compilation d'enregistrements inédits, un EP et un nouvel album contenant des morceaux sur lesquels ils travaillaient depuis quelques années suivent la même année. Manii sort également un EP en 2015 et Manes un nouvel album en 2018, intitulé Slow Motion Death Sequence,.

## Discographie

### Albums studio
- 1999 : Under ein blodraud maane
- 2003 : Vilosophe
- 2007 : How the World Came to an End
- 2014 : Be All End All
- 2018 : Slow Motion Death Sequence

### Singles et EP
- 2006 : [view] (EP)
- 2014 : Vntrve (EP)
- 2020 : Young Skeleton (single)

### Démos
- 1993 : Maanens Natt
- 1994 : Ned i Stillheten
- 1995 : Til kongens grav de døde vandrer

### Compilations
- 2006 : Svarte Skoger (compilation de trois démos)
- 2014 : Teeth, Toes and Other Trinkets
- 2022 : Ihjelbrent Skatt (coffret)

### Apparitions
- 2003 : Tzolv sur Mørkeskye Compilation no 8
- 2003 : Redeemer (Unreleased Pre-Production Track) sur Better Undead than Alive
- 2004 : Turn (Unreleased Simulation Edit) sur Mørkeskye Compilation no 10
- 2008 : Absolute Nothing (Manes Redux) sur Total Reconstruction